# Vadet, Bohuslän
Vadet är en sjö i Orusts kommun i Bohuslän och ingår i Göta älv-Bäveåns kustområde. Vadet ligger i Härmanö Natura 2000-område.